# Guerra comercial angloirlandesa
La guerra comercial angloirlandesa (també anomenada "Guerra Econòmica") fou una guerra comercial de represàlia entre l'Estat Lliure d'Irlanda i el Regne Unit entre 1932 i 1938. Es tractava del rebuig del govern irlandès a continuar el reemborsament al Regne Unit amb les "rendes de terres" derivades de préstecs financers atorgats per al Regne Unit als arrendataris irlandesos perquè poguessin comprar terres en el marc del Llei de la Terra Irlandesa durant la meitat del segle anterior, disposició que va ser part del Tractat Angloirlandès de 1921. Això va donar lloc a la imposició de restriccions comercials unilaterals entre tots dos països, el que va causar greus danys a l'economia irlandesa.
La "guerra" té dos aspectes principals:
- Diferències que envolten el canvi d'estatus constitucional de l'Estat Lliure d'Irlanda vis-a-vis el Regne Unit,
- Canvis en la política econòmica i fiscal d'Irlanda després de la Gran Depressió.

## Política proteccionista
En assumir el poder l'any 1932 el nou govern del Fianna Fáil sota Eamon de Valera s'embarcà en una política proteccionista en relacions econòmiques, i va introduir tarifes duaneres per a una àmplia gamma de mercaderies importades, principalment del Regne Unit. Això es va considerar necessari per a compensar la dràstica caiguda de la demanda de productes agrícoles irlandesos en els mercats internacionals, a causa de la Gran Depressió que va començar en 1929. Cal cercar altres significats en voler ajudar una balança comercial minada desastrosament pel deute nacional. Es va posar en marxa una forta campanya pel llavors ministre d'Indústria i Comerç, Seán Lemass, per fer Irlanda agrícola i industrialment autosuficient. Es van fer tots els esforços per afegir a les mesures introduïdes per l'anterior govern per impulsar el conreu l'agricultura i la indústria, encoratjar la població a evitar les importacions britàniques i "comprar productes irlandesos".
El govern va tractar d'anar més enllà i posar fi al pagament al Regne Unit de les rendes de terres. Es va originar a partir dels crèdits governamentals concedits als arrendataris irlandesos per la Comissió de la Terra, que havia permès comprar terres als seus antics propietaris, sota la Llei de la Terra Irlandesa. En 1923, l'anterior govern de William T. Cosgrave havia assegurat al Regne Unit que l'Estat Lliure honraria seus deutes i lliurar les rendes de terres i altres passius financers. En el marc de l'Acord de Londres de 1925, l'Estat Lliure va ser rellevat de totes les altres contribucions al deute públic del Regne Unit amb el pagament de 150.000 lliures aleshores i 250.000 més durant seixanta anys. La qüestió de les rendes de terres seguia pendent.
En 1932 de Valera interpreta que les anualitats són part del deute públic del qual l'Estat Lliure D'Irlanda havia quedat exempt i va decidir que els irlandesos ja no els pagarien al Regne Unit. El seu govern va aprovar la Llei del Sòl de 1933 que va permetre que els diners que es gastarien en projectes del govern local.

## Tractat desmantellat
No obstant això, el Govern irlandès no va anar tan lluny com per renunciar a la seva pròpia col·lecció d'anualitats que costaven els agricultors de més de 4 milions de lliures esterlines a l'any. Una altra part de la política de De Valera a desmantellar el Tractat es revocava el Jurament de lleialtat i fent disfuncional l'ofici de Governador General mitjançant el nomenament del seu amic íntim Domhnall Ua Buachalla, qui mai va prendre possessió del seu càrrec en la residència virregnal ni va exercir cap funció oficial, i el càrrec va ser abolida per la Llei de Relacions Exteriors de 1937. Londres no tenia altra opció que acceptar aquestes condicions, però es va enfurismar particularment amb les rendes El primer ministre britànic, Ramsay MacDonald, per tal de recuperar els diners, va prendre represàlies amb la imposició d'un 20% de drets d'importació per als productes agrícoles irlandesos al Regne Unit, el que constituïa el 90% del total de les exportacions irlandeses. Les llars del Regne Unit no estaven disposades a pagar un vint per cent més per productes alimentaris irlandesos.
Irlanda va respondre de la mateixa mitjançant la imposició d'una taxa similar sobre les importacions britàniques en el cas del carbó del Regne Unit, amb el lema notable (de Jonathan Swift en la dècada de 1720) "Cremar tot l'anglès, excepte el seu carbó". Mentre que el Regne Unit es va veure menys afectat per la guerra econòmica que va seguir, l'economia irlandesa estava pràcticament paralitzada, i la resultant fugida de capitals va reduir gran part de l'economia a un estat de barata. Endemés, la desocupació era molt alta, els efectes de la Gran Depressió van agreujar les dificultats, l'eliminació de la sortida de l'emigració d'Irlanda i la reducció de les remeses de l'exterior. El govern va instar la població a donar suport la confrontació amb els britànics com una dificultat nacional per a ser compartida per tots els ciutadans. Es va instar als agricultors a recórrer a llaurar amb la finalitat de produir prou aliments per al mercat intern.

## Aprofundeix el conflicte
Les penúries de la guerra econòmica imposada sobretot en la comunitat agrícola era enorme i va exacerbar les tensions de classe a la Irlanda rural. En 1935, un "pacte carbó-bestiar" va relaxar una mica la situació, pel que el Regne Unit va acordar augmentar un terç les seves importacions de bestiar irlandès a canvi d'Irlanda importació de més carbó del Regne Unit. Però la indústria ramadera es va mantenir en una situació desesperada, el govern va obligar a comprar la major part de la carn sobrant per la que va pagar recompenses per a cada vedell sacrificat, ja que no podien ser exportats. Es va introduir l'esquema "carn lliure per als pobres", les pells només eren usades en l'adoberia i les indústries de cuir. Per a molts agricultors, especialment els ramaders més grans, la depressió agrícola va tenir conseqüències desastroses. Igual que en la Guerra de la Terra del segle passat, es van negar a pagar les taxes de propietat o a pagar les seves rendes de terres. Per tal de recuperar les quantitats degudes, el govern contraatacà confiscant el bestiar que ràpidament es va subhastar per menys del seu valor. Els agricultors organitzaren una campanya de boicot a aquestes vendes i van bloquejar carreteres i vies fèrries. La policia va haver de protegir els compradors dels béns confiscats, la violència era inevitable i les víctimes mortals eren freqüents.
Amb una comunitat agrícola que tenia pocs diners per gastar, es va produir un descens considerable de la demanda de productes manufacturats, de manera que les indústries també es van veure afectades. La introducció de nous aranzels a les importacions va ajudar a algunes indústries irlandeses que s'expandien quan Lemass va introduir la «Llei de Control de Manufactures» per la que la propietat majoritària de les empreses irlandeses seria limitada als ciutadans irlandesos. Això va causar que desenes de les companyies irlandeses més grans amb inversors estrangers, com Guinness, traslladessin la seva seu a l'estranger i paguessin l'impost de societats allà. Es van obrir noves fàbriques de remolatxa sucrera a Mallow, Tuam i Thurles. La guerra econòmica no va afectar seriosament la balança comercial entre els dos països perquè les importacions procedents del del Regne Unit van ser restringides, però els exportadors britànics van ser molt crítics amb el seu govern per de la pèrdua de negoci que van patir a Irlanda, a l'haver de pagar-hi aranzels a l'exportació dels béns. Tant la pressió que exercien sobre el govern britànic com el descontentament dels pagesos irlandesos amb el govern de Fianna Fáil ajudaren a encoratjar les dues parts a buscar una solució a la controvèrsia econòmica.

## Pacte carbó-bestiar
El 1935 les tensions van començar a moderar-se entre el Regne Unit i Irlanda. Amb el 20% de taxes sobre les importacions era cada vegada més difícil de comprar carbó i bestiar a causa dels preus. Hi havia tal excedent de bestiar a Irlanda que els agricultors van haver de començar a massacrar el seu bestiar, ja que no el podien vendre als britànics. Aleshores els britànics i els irlandesos signaren el Pacte Carbó-Bestiar que significa que la compra d'aquests productes seria més barata i més fàcil d'aconseguir. El pacte del carbó-bestiar indicar que estaven disposats a posar fi a la "guerra econòmica", i 3 anys més tard va acabar.

## Efecte en les eleccions irlandeses
Sorprenentment, malgrat les penúries generals el govern va mantenir els vots durant el període 1932-1938. En primer lloc, de Valera havia convocat les eleccions de 1933 un any després d'assumir el càrrec, abans que s'haguessin sentit els pitjors efectes. A les eleccions de juliol de 1937 es va produir un descens en el seu suport, però també al seu principal rival, el Fine Gael, i va continuar en el càrrec amb el suport tàcit del Partit Laborista. El nombre d'escons al Dáil en 1937 s'havia reduït de 153 a 138, el que deixa menys oportunitat d'obtenir escons pels partits més petits.
En el mateix dia que les eleccions de 1937, va ser adoptada la Constitució d'Irlanda per plebiscit, modificant l'Estat més enllà de la posició constitucional prevista pel Tractat Angloirlandès de 1921. La nova Constitució va ser aprovada pel 56,5% dels votants que, a causa dels alts nombres d'abstenció o péls vots nuls, només comprèn el 38,6% del total de l'electorat.

## Resolució
Finalment, la resolució de la crisi es va produir després d'una sèrie de converses a Londres entre el primer ministre britànic, Neville Chamberlain i de Valera, qui va estar acompanyat per Lemass i James Ryan. El 1938 es va elaborar un acord per arribar a una solució acceptable. Sota els termes de l'Acord Comercial Angloirlandès de tres anys es van eliminar totes les taxes establerts en els cinc anys anteriors. Tot i que el període de la guerra econòmica es va traduir en greu patiment social i pèrdua financera per a Irlanda, el seu resultat va ser publicitat com a favorable. Irlanda encara tenia dret a imposar aranzels a les importacions britàniques per protegir les noves indústries irlandeses. El tractat també va resoldre la qüestió de les anualitats de la terra per un pagament únic al Regne Unitde 10 milions de lliures. Un compromís que representava 40 anys dels pagaments abonats en un sol pagament en lloc d'un pagament anyal durant els propers 47 anys. També va incloure el retorn a Irlanda dels Ports del Tractat que havien estat retinguts pel Regne Unit en virtut d'una disposició del Tractat de 1921. Amb l'esclat de la Segona Guerra Mundial el retorn dels ports el 1939 permeté a Irlanda romandre neutral.

## Efectes a llarg termini

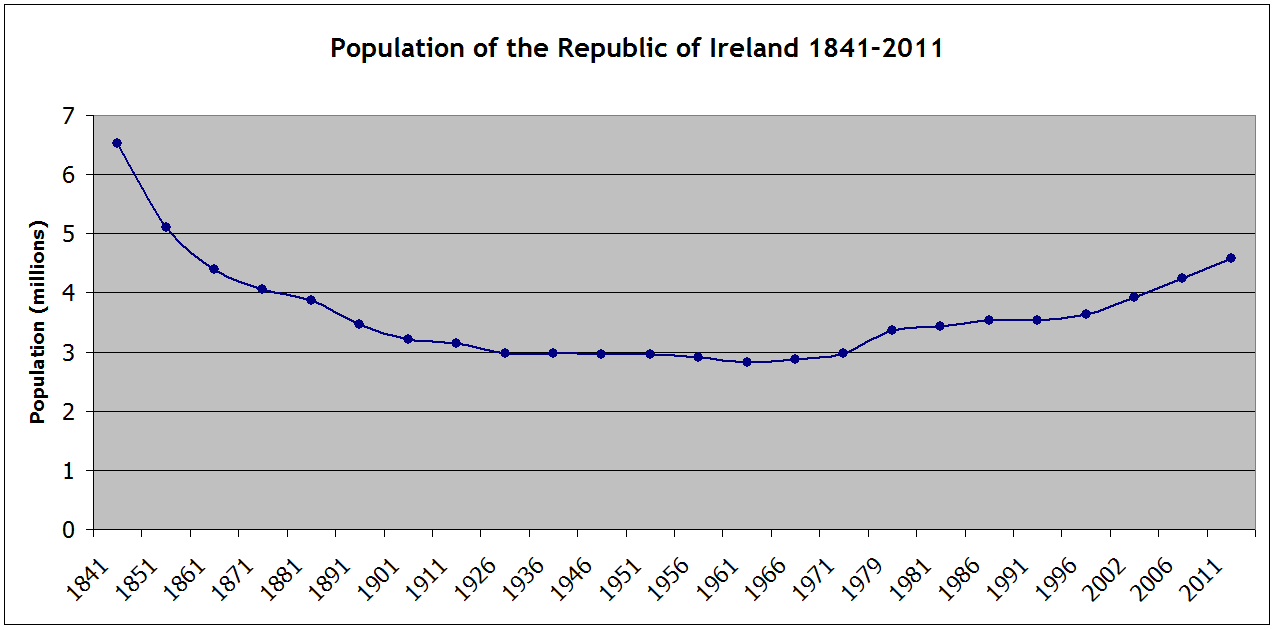
Població (en milions) durant 1841 - 2011

El proteccionisme continuà sent un element clau de la política econòmica d'Irlanda en la dècada de 1950, ofegant el comerç i prolongant l'emigració. Irònicament seu arquitecte, Sean Lemass, és ara més recordat per desmantellar i reinvertir aquesta política a partir de 1960, aconsellat per l'informe de T. K. Whitaker en 1958 Primer programa per a l'expansió econòmica. Això va fou una gran ajuda per a l'entrada d'Irlanda en la Comunitat Econòmica Europea en 1973. La població de la República va augmentar a finals de 1960 per primera vegada des de la independència el 1922.